# Jugendherbergen in Bolivien
Die Jugendherbergen in Bolivien  bieten ein Netz von ca. 25 Jugendherbergen in ganz Bolivien. Sie werden von der gemeinnützigen Stiftung Hostelling International Bolivia betrieben. 

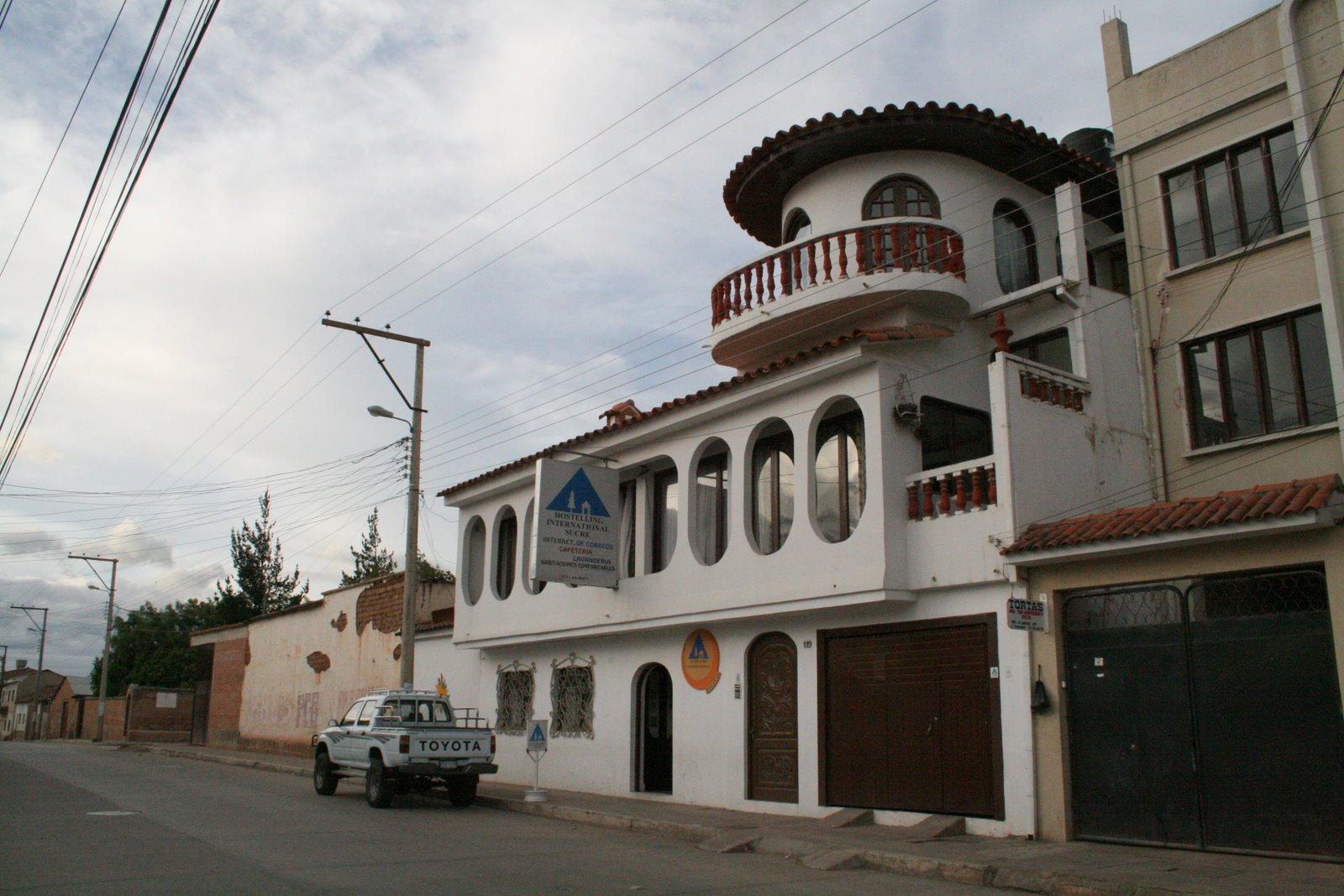
Bolivianische Jugendherberge in Sucre

## Geschichte
1909 entwickelte der deutsche Lehrer Richard Schirrmann den Gedanken eines Netzes von Jugendherbergen. 
An der Gründungsversammlung der Internationalen Arbeitsgemeinschaft für Jugendherbergen – IAJH (später Hostelling International) – vom 20. bis 22. Oktober 1932 war Bolivien noch nicht beteiligt. Mit der Aufnahme von Bolivien im Jahre 2001 wurden nach Vorbild des Deutschen Jugendherbergswerks an allen touristisch wichtigen Orten Herbergen errichtet oder Gästehäuser angeschlossen. Die Stiftung ist damit der Schwesterverband der Jugendherbergen in Österreich und der Schweizer Jugendherbergen.

## Philosophie
Das Leitmotiv ist in der Verfassung von Hostelling International festgelegt:
„Die Förderung der Erziehung junger Menschen aller Nationen, aber insbesondere junger Leute mit beschränkten finanziellen Mitteln durch das Ermutigen dieser, nach höherem Wissen zu streben, Liebe zu Natur und Landschaft sowie Verständnis für die kulturellen Werte von Städten in allen Teilen der Welt zu entwickeln und zusätzlich dazu das Bereitstellen von Herbergen oder anderen Unterkünften, wo keine Unterschiede nach Rasse, Nationalität, Hautfarbe, Konfession, Geschlecht, sozialer Herkunft oder politischer Haltung gemacht werden und dadurch besseres Verständnis für Mitmenschen, sowohl im Heimatland als auch im Ausland erzielt werden kann.“ Die Stiftung ist eine im bolivianischen Recht registrierte Nichtregierungsorganisation (NGO-1206) und engagiert sich seit 2001 in verschiedenen sozio-touristischen Belangen, unterstützt von Freiwilligen des Wohlfahrtsverbandes Deutsches Rotes Kreuz.

## Entwicklung der HI-Hostels
Vor über hundert Jahren gegründet, will die Jugendherbergsbewegung seit jeher vor allem jungen Leuten ermöglichen, Landschaften, Städte und Menschen der Welt kennenzulernen. Hostelling International ist der Markenname des Internationalen Jugendherbergsverbands, eines gemeinnützigen Vereins, und seiner Mitgliedsverbände in aller Welt. Hostelling International (HI) steht für mehr als neunzig nationale Organisationen, die insgesamt mehr als 4.000 Herbergen betreiben. 

## HI-Hostels weltweit
Mit "hihostels.com" kann man hunderte von HI-Hostels online buchen. Aktuelle Beurteilungen und ausführliche Beschreibungen mit Fotos helfen den jungen Reisenden und Familien bei der Auswahl von Jugendherbergen in Afrika, Asien und Europa sowie im Mittleren Osten, in Nord-, Zentral- und Südamerika.

## HI-Hostels in Bolivien
Derzeit gibt es in Bolivien Jugendherbergen in folgenden Städten und Ortschaften:
- Cochabamba: Av. Ayacucho und A. Santa Cruz
- Copacabana: Av. 6 de Agosto al final
- Isla del Sol: Comunidad Yumani
- La Paz/El Alto: Aeropuerto El Alto
- Potosí: Calle Oruro
- Puerto Quijarro: Tamengo Resort
- Samaipata: Calle Salida a Mairana
- Santa Cruz: Calle Junín und                        Barrio Los Choferes, Calle El Fuerte
- Sucre: Guillermo Loayza
- Tarabuco: Centro Ecológico Juvenil
- Tupiza: Avenue Pedro Arraya
- Uyuni: Calle Potosi esq. Sucre

## HI-Bolivia Freiwilligendienst
Die Stiftung Hostelling International Bolivia unterstützt mehrere bolivianische Landgemeinden durch den Einsatz von Freiwilligen aus aller Welt. Gemeinsam mit den Einheimischen und der Dorfverwaltung werden Projekte entwickelt, welche sich in kleinen Krankenhäusern, Schulen und Kindergärten engagieren, um die Lebenssituation der indigenen Campesinos, besonders der Jugend, zu verbessern. Aber auch in Städten helfen die Freiwilligen und tragen damit zum interkulturellen Austausch und zur internationalen Völkerverständigung bei. 
HI-Bolivia organisiert außerdem Schüleraustausch und akademische Praktika und bietet in seinen Herbergen Spanischkurse an.